# Tafisur
Tafisur (arab. تفسور; fr. Tafissour)  – jedna z 52 gmin w prowincji Sidi Bu-l-Abbas, w Algierii, znajdująca się we wschodniej części prowincji, około 69 km na południowy wschód od Sidi Bu-l-Abbas. W 2008 roku gminę zamieszkiwało 2515 osób. Numer statystyczny gminy w Office National des Statistiques d'Algérie to 2211.